# Mattieu Bidau
Pour les articles homonymes, voir Bidau.
Pas d'image ? Cliquez ici

a Compétitions nationales et continentales officielles uniquement.

Dernière mise à jour le 21 mai 2025.
Mattieu Bidau, né le 16 janvier 1996 à Pessac, est un joueur français de rugby à XV évoluant au poste de deuxième ligne.

## Biographie
Né le 16 janvier 1996 à Pessac, Mattieu Bidau commence la pratique du rugby à XV dans le club de sa ville natale, l'ASC Pessac Alouette,, puis à l'AS Mérignac,.
Il quitte par la suite la Gironde pour rejoindre les Landes voisines, tout d'abord avec les espoirs de l'Union sportive dacquoise en 2016,, avant d'intégrer son centre de formation lors de la saison 2017-2018. Cette même saison, il participe à deux rencontres de Pro D2 avec l'équipe première en tant que remplaçant. Malgré la relégation du club en Fédérale 1 au terme de l'exercice sportif, il reste au club, toujours sous statut de formation,. Il prolonge la saison suivante sous contrat senior, pour une année plus une optionnelle, lui permettant ainsi de participer à la saison inaugurale de la Nationale, nouveau premier échelon des divisions fédérales. Il prolonge pour deux années supplémentaires en 2021. Blessé à deux reprises, au dos en janvier 2022 puis à la cheville en février 2023, il est éloigné des terrains pendant plusieurs mois, mais parvient à réintégrer le groupe, participant lors de la saison 2022-2023 à la remontée de l'US Dax en Pro D2, ainsi qu'à la finale concédée contre le Valence Romans DR. Prolongé pour deux saisons, il fait ainsi son retour en division professionnelle,. Blessé à l'épaule en septembre 2024, il manque une grande partie de la saison 2024-2025 ; au terme de celle-ci, son contrat n'est pas renouvelé.
Il s'engage en Nationale 2 la saison suivante, rejoignant le Stade langonnais dans sa Gironde natale.

## Palmarès
- Championnat de France de Nationale :
  - Vice-champion : 2023 avec l'US Dax.